# توماس ليمان
توماس ليمان (بالإنجليزية: Thomas Lehmann)‏ هو مصمم ألعاب أمريكي، ولد في 1 يوليو 1958.